# 河野雅治

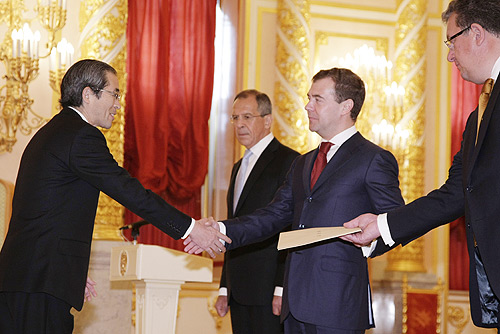
2009年5月、ドミートリー・メドヴェージェフ露大統領に信任状を奉呈する河野雅治大使（左）

河野 雅治（こうの まさはる、1948年12月21日 - ）は、日本の外交官。駐イタリア特命全権大使を経て、政府代表、東京オリンピック・パラリンピック競技大会組織委員会理事、ドトール・日レスホールディングス取締役、三井住友フィナンシャルグループ取締役。

## 人物
広島県出身。東京教育大学付属高等学校、1973年 東京大学法学部第1類（私法コース）卒業、外務省入省。2024年、瑞宝重光章受章。
妻・典子は土屋計雄・喜久子の娘で、渋沢栄一の曾孫。

## 経歴
- 1973年 外務省入省
  - 英語研修（在米国）
  - 北米局北米第一課長補佐[5]
  - アジア局南東アジア第二課首席事務官
  - 在シンガポール日本国大使館一等書記官[5]
  - 欧州共同体日本政府代表部一等書記官
- 1989年 アジア局南東アジア第一課長[5]
- 1991年 内閣官房長官秘書官（加藤紘一・河野洋平・武村正義各内閣官房長官）
- 1994年 北米局北米第一課長
- 1996年 在連合王国日本国大使館公使兼ロンドン総領事
- 1998年 在アメリカ合衆国日本国大使館公使
- 2000年 外務省大臣官房参事官（アジア局兼北米局担当）
- 2000年 大臣官房審議官（総合外交政策局担当）
- 2001年 ロサンゼルス総領事
- 2003年 中東アフリカ局アフリカ審議官
- 2005年 総合外交政策局長
- 2007年1月 外務審議官（経済担当）
- 2009年4月 ロシア連邦駐箚特命全権大使
- 2011年3月 イタリア駐箚特命全権大使、兼アルバニア駐箚兼サンマリノ駐箚兼マルタ駐箚特命全権大使
- 2014年9月16日 依願退官、中東地域及び欧州地域に関連する諸問題に関し，関係国政府等と交渉するための日本政府代表[6]
- 2014年1月 公益財団法人東京オリンピック・パラリンピック競技大会組織委員会理事
- 2014年10月1日 株式会社三井住友銀行顧問[7]
- 2015年5月27日 株式会社ドトール・日レスホールディングス取締役[8]
- 2015年6月26日 株式会社三井住友フィナンシャルグループ取締役[9]
- 2018年4月1日 日本放送協会国際放送番組審議会委員[1]

## 同期
- 岡田眞樹（11年駐タンザニア大使・09年農畜産業振興機構理事）
- 小林正雄（11年駐ガボン大使・10年官房調査官）
- 天野万利（11年軍縮会議日本政府代表部特命全権大使・07年OECD事務次長）
- 塩尻孝二郎（11年EU大使・08年駐インドネシア大使・05年外務省大臣官房長）
- 坂場三男（08年駐ベトナム大使・06年外務報道官・中南米局長）
- 加来至誠（11年ホンジュラス大使・07年駐エルサルバドル大使）
- 杉本信行（01年上海総領事）
- 鈴木一泉（10年駐コロンビア大使）
- 中村滋（11年マレーシア大使・06年駐サウジアラビア大使・04年国際情報統括官）
- 岩谷滋雄（10年駐オーストリア大使）
- 黒田義久（10年駐ウズベキスタン大使）
- 並木芳治（10年駐コスタリカ大使）
- 鹿取克章（11年駐インドネシア大使、06年駐イスラエル大使・05年外務報道官・04年領事局長）
- 塩崎修（08年駐ホンジュラス大使）
- 神谷武（11年駐パラグアイ大使・08年駐アルジェリア大使）
- 塩口哲朗（11年駐ベネズエラ大使・08年駐ヨルダン大使・06年国際協力銀行理事・04年駐コートジボワール大使）
- 水野達夫（07年駐ネパール大使）
- 堀江正彦（07年駐マレーシア大使・04年駐カタール大使）
- 野川保晶（12年駐ニュージーランド大使）
- 佐藤博史（12年駐キューバ大使）
- 川原英一（13年駐グアテマラ大使）
- 吉田潤（13年駐モーリタニア大使）